# Пригородный (Саратовская область)
При́городный — посёлок в Петровском районе Саратовской области. Административный центр Пригородного муниципального образования.

## География
Посёлок находится на расстоянии менее 1 км (по прямой) к юго-востоку от южной границы города Петровск, административного центра района.

### Часовой пояс
Посёлок Пригородный, как и вся Саратовская область, находится в часовой зоне МСК+1. Смещение применяемого времени относительно UTC составляет +4:00.

## История
Основан в 1929 году под названием 1-я точка совхоза «Сталь» путём выделения от города Петровск до села Колки земель для организации нового совхоза под названием «Сталь» (в честь деятеля коммунистического движения Людмилы Сталь). В 1929–1933 годах построены животноводческие помещения, несколько домов барачного типа. В совхозе до 1941 года насчитывалось 350 рабочих.

## Население
| 2002 | 2010  |
| ---- | ----- |
| 1089 | ↘1086 |

### Национальный состав
Согласно результатам переписи 2002 года, в национальной структуре населения русские составляли 73 % из 1089 чел.

## Улицы
| - ул. Восточная, - ул. Зелёная, - пер. Зелёный, | - ул. Механизаторская, - пер. Механизаторский, - ул. Молодёжная, | - ул. Новая, - ул. Светличная, - ул. Центральная. |